# 木倫機場
木倫機場是一座位於蒙古國庫蘇古爾省首府木倫的機場，主要提供蒙古國國內線民航業務。

## 航空公司與目的地
| 航空公司       | 目的地   |
| -------------- | -------- |
| 蒙古航空（M0） | 烏蘭巴托 |
| 匈奴航空（MR） | 烏蘭巴托 |